# Kínai ókor
A kínai ókor a kínai történelemnek az i. e. 18. század – i. sz. 220 közötti időszakát öleli fel, ami nagyjából egybeesik a közel-keleti és európai ókorral. A kínai ókort Kína őstörténete előzi meg, és a kínai középkor vagy középső császárkor követi (220–1368).
A kínai ókor a következő korszakokra osztható:
- Kínai bronzkor
  - Shang-kor (i. e. 18–11. század): korai bronzkor, írás megjelenése
  - Korai Zhou-kor vagy Nyugati Zhou-kor (i. e. 11. század – i. e. 771.): késő bronzkor
- Kínai vaskor - Késői Zhou-kor vagy Keleti Zhou-kor: az írott történelem kezdete
  - Tavasz és ősz korszak (i. e. 770 – i. e. 476.)
  - Hadakozó fejedelemségek kora (i. e. 476 – i. e. 221.)
- Korai császárkor
  - Qin-kor (i. e. 221 – i. e. 206.)
  - Han-kor (i. e. 206 – i. sz. 220.)

## A legendák kora
A legendák kora a kínai történelemnek az írott történelem korát megelőző mesés korszaka. Erről a korról a szóbeli hagyományt lejegyző írott források számolnak be, amelyek nem korábbiak az i. e. 1. évezrednél. A leghíresebb ezek közül Sima Qian (magyar népszerű átírással: Sze-ma Csien) A történetíró feljegyzései című őskrónikája, amely a történelem kezdetét az i. e. 3. évezred elejére teszi. A krónika szerint kezdetben a „Három fenség” (Sanhuang 三皇, magyar: szan-suang) és az „Öt császár” (Wudi 五帝, vu-ti) névvel illetett mitikus uralkodók, úgynevezett „kultúrhéroszok” jelentek meg a későbbi Kína területén lakhatóvá téve a földet, s megtanítva az addig a vadság állapotában élő embereket a különféle civilizációs vívmányokra. A kultúrhéroszokat a Yu császár által alapított Xia-dinasztia követte.

### A kultúrhéroszok uralma
Az első kultúrhérosz Huangdi (Huang-ti), a Sárga Császár volt, akinek a nevéhez olyan találmányok fűződnek, mint például a fejsze, a mozsár, az íj, a nyíl, a ruha, a cipő, a szekér, a csónak, a kútfúrás, a naptár, s ami talán a legfontosabb, a harang és az áldozati edény – ez utóbbiak biztosították ugyanis a kapcsolatot az istenekkel, szellemekkel, ősökkel. Bizonyos források szerint ő írta elő először, hogy a férfiak és a nők különböző ruhát viseljenek – tehát vele jelent meg a különbségtételek rendszere, a nemek elválasztása, amely a kínaiak számára oly fontos volt. Huang Di kezdte meg a közutak építését is.
A kultúrhéroszok közé tartozott Fuxi, ő tanította meg az embereket a vadászatra, a halászatra, a hús megfőzésére, ő teremtette meg a bagua-t (pakua), vagyis a nyolc jósjelet. Ő határozta meg a házasulás szabályait, és a korábbi csomóírás helyébe lépő írásjegyek kidolgozását is neki tulajdonítják.
Shennong (Sen-nung), az „isteni földműves” nevéhez a földművelés kezdetei, a földműves szerszámok, a gyógyfüvek ismerete, és a kereskedelem – az első cserepiacok létrehozása – kötődnek.
A Suiren (Szuj-zsen) nevű kultúrhérosz a hagyomány szerint a tűzgyújtást ismertette meg a világgal.
A felsoroltak és a többi kultúrhős természetesen legendás személyek, létük igazolhatatlan. A köréjük fűződő történetek azonban arról jó képet adnak, hogy a kínaiak mely vívmányokat tartották fontosnak, mely tárgyakról és intézményekről gondolták azt, hogy általuk kiemelkednek a kínai világot körülvevő barbárságból.
A kultúrhéroszok korának végén két, a konfuciánus hagyomány által a bölcs és erényes ember megtestesítőjének tartott uralkodó, Yao (Jao) és Shun (Sun) után a „Nagy” jelzővel illetett Yu császár került a trónra, aki többek között a Kínában oly fontos vízszabályozási tevékenységgel szerzett magának hírnevet. (E három bölccsel többször találkozunk majd a késő Zhou-kori filozófiai szövegekben.) Nagy Yuhöz olyan közjogi intézmény fűződik, amely egészen a 20. század elejéig meghatározta Kínát: ő hozta létre az örökletes monarchiát. Míg ugyanis a korábbi legendás uralkodók utódjukat rátermettség alapján választották ki minisztereik, híveik közül, Yu a saját fiát ültette a trónra. Ezután Kínában évezredekig elképzelhetetlen volt az olyan utódlás, amely nem az uralkodói családon belül történt – kivéve természetesen a véres dinasztiaváltásokat, amelyek esetében az uralkodóház erényének hanyatlására volt szokás hivatkozni.

### A Xia-dinasztia kérdése
A Nagy Yu császár által alapított Xia-dinasztia a hagyományos datálás szerint az i. e. 23-18. század között állt fenn. A Xia-dinasztia kérdése azonban meglehetősen problematikus. A régészeti leletek nem bizonyítják, hogy ekkoriban Kína területén létezett volna valamiféle egységes állam, és Xia nevű dinasztia létét sem igazolja semmi. A tárgyi leletek tanúsága szerint Kínában ekkoriban bomlott fel a fejlett ősközösségi társadalom, s a kínaiak elődjei a következő századokban léptek át az újkőkorszakból a korai bronzkorba.
Az 1920-as években a nyugati történetírás módszereit is alkalmazó Yigupai (疑古派; ji-ku-paj; „a régi forrásokban való kételkedés”) irányzata, Gu Jieganggal (顧頡剛; Ku Csie-kang) az élén megkérdőjelezte a Han-korból ránk maradt források történeti hitelességét, és a vízözönt megfékező Yu császárnak és más személyeknek is kimutatta mitikus jellegét. Ily módon az állítólagosan Yu császár által alapított és Jie (桀; Csie) császárral kihalt Xia-dinasztia léte is megkérdőjeleződött. Ugyanakkor a Sima Qian által lejegyzett Shang-dinasztia kronológiáról a megtalált közvetlen jóscsontforrások alapján kiderült, hogy hiteles, és pontosan rögzíti a királyok névsorát.
Manapság a Xia-dinasztiát a Luoyangtól (lo-jang) keletre, Henanban feltárt Erlitou-kultúrával (二里頭, i. e. 19. század – i. e. 14. század közepe) szokás azonosítani, amely valóban domináns szerepet töltött be a korabeli Kínában. Az Erlitou-településeken palotának is beillő, 100×100, illetve 72×58 méter alapméretű épületeket találtak. A sírokban a hagyományos edényeken kívül kezdetleges, egyszerű formájú bronzedények is felbukkannak.

## A Shang-kor (i. e. 18–11. sz.)

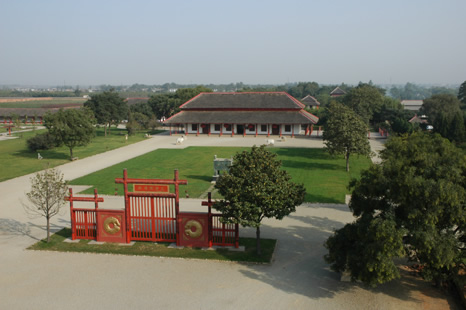
Yin város, a Shang-dinasztia fővárosának emlékhelye a mai Anyangban, Henan tartományban

Az első bizonyítottan létezett dinasztia a Shang-dinasztia (Sang) volt (más néven Yin-dinasztia) volt, amely az i. e. 18–17. században jutott hatalomra a kegyetlenségéről és züllöttségéről híres utolsó Xia-házi uralkodó, Jie hatalmának megdöntésével. A Shang királyok befolyása a Sárga-folyó középső és alsó szakaszának, illetve ezek mellékfolyóinak völgyére terjedt ki, tehát a mai Észak-Kína jelentős része az uralmuk, vagy legalábbis hatásuk alatt állt. A Shangok birodalma – bár erről igen keveset tudunk – minden bizonnyal nem egységes állam volt, hanem a Sárga-folyó vízgyűjtő területén élő olyan törzsek szövetsége, amelyek elismerték a Sang törzs uralkodójának vallási és politikai elsőbbségét, adót fizettek neki és részt vettek a hadjárataiban.
Az állam – vagy államok – alapja ekkor már a földművelő faluközösség volt, amely adót fizetett a felette uralkodó, tőle valószínűleg élesen elkülönülő arisztokratikus vezető rétegnek. A korszak két felbecsülhetetlen jelentőségű vívmánnyal gazdagította a kínai kultúrát: egyrészt megjelent és elterjedt a bronz – a fantasztikus díszítésekkel ellátott Shang-kori bronztárgyak ma a múzeumok féltve őrzött kincsei –, másrészt megszületett a kínai írás.
A bronz „arisztokratikus” fém: előállítása a korban igen drága volt, ezért elsősorban – sok esetben máig ismeretlen funkciójú és megfejtetlen díszítésű – áldozati edények, illetve fegyverek készültek belőle. Ez elősegítette a társadalom tagozódását, végképp elvált egymástól a termelőmunkát végző, elsősorban földműveléssel (és kiegészítésképpen selyemhernyó-tenyésztéssel, selyemszövéssel) foglalkozó köznép, valamint az ezt igazgató, adójáért háborúskodó, helyette az istenekkel kapcsolatot tartó, szabadidejét főként vadászattal töltő arisztokrácia. A kínai társadalom egészen Konfuciusz és a többi korai filozófus koráig (i. e. 6–5. sz.) mereven arisztokratikus maradt.
A másik Shang-kori vívmány, az írás talán a bronznál is nagyobb hatással volt a későbbi kínai fejlődésre. Az első írásos emlékek az i. e. 2. évezred közepéről maradtak fenn; sok más ókori kultúrától eltérően ezek nem gazdasági feljegyzések, hanem rituális jellegű feliratos tárgyak, úgynevezett jóslócsontok. Ezek zöme a Shang királyi udvarban készült. A királyi jós egy lapos csontdarabra felvésett egy kérdést a jövőre (például a másnapi vadászat sikerére) vonatkozóan, majd a csontdarabot izzó fémdarabbal hevítette. A csont megrepedt, a jós a repedésekből olvasta ki a választ, amit sokszor a csontra is felvésett. Ezután a csontdarabot a királyi „levéltárba” helyezték, így maradhatott ránk egy helyen – a Shangok egyik fővárosában, Anyang közelében – több tízezer feliratos jóslócsont.
A jóslócsontokon található írásjegyek – bár egy részüket még nem sikerült megfejteni – minden kétséget kizáróan a mai kínai írás közvetlen elődjének tekinthetők. Nem tudjuk, hogy a csonton kívül írtak-e más anyagra. Mivel azonban a jóslócsontokon már egy viszonylag fejlett írásrendszer jelenik meg, elképzelhető, hogy a kínai írás már a jóslócsontok elterjedése előtt létrejött, de e fejlődésről – amely valamely romlékony anyagon, például vásznon, falevélen, bambuszlapon stb. mehetett végbe – semmit nem tudunk.
Az a tény, hogy a kínai írás alapja a Shang-korban létrejött bonyolult, több ezer írásjegyből álló rendszer lett, nagy hatással volt a későbbi kulturális fejlődésre. Mivel az írás megtanulásához rengeteg – a termelőmunkától elvont – idő kellett, az írástudás még inkább az előkelők kiváltsága lett, mint az egyszerűbb írásrendszert használó kultúrákban. E bonyolultság lehet a magyarázata annak a hatalmas tiszteletnek is, amely Kínában az írástudókat és az írott szót évezredekig övezte. A jogfejlődés szempontjából is fontos az írás-olvasás nehézsége; mivel a később írásba foglalt törvényeket csak a kiválasztott kevesek tudták elolvasni, feltételezhetjük, hogy az írott törvények inkább az azokat alkalmazó írástudó hivatalnokok, mint a köznép számára születtek. Talán ennek is része volt abban, hogy Kínában – tudomásunk szerint – nem jött létre olyan népi mozgalom, amelynek célja a törvények írásba foglalása lett volna.
A jóslócsontok mellett a Shang-korban születtek feliratos bronzedények is, ezek általában valamilyen rituális cselekedetet vagy birtokadományt örökítettek meg, csakúgy, mint a későbbi, Zhou-kori bronztárgyak.
Az írásos források jellegüknél fogva igen keveset árulnak el a Shang-kori társadalomról, még kevesebbet a korban követett jogról, szabályokról. Feltételezhetjük, hogy írott törvények nem léteztek, s az életet az íratlan szokásjog szabályozta.
Megjegyzendő, hogy a Shang-kori civilizáció folyóvölgyi jellegű volt. A folyóvölgyekben alakultak ki a civilizációs központok, az azokat elválasztó hegyekben civilizálatlan, barbár törzsek éltek, amelyek folyamatosan veszélyeztették a letelepült, földműves népességet. A hanok a későbbi korokban is elsősorban a folyóvölgyekben telepedtek meg, csak rendkívül lassan, több évezredes folyamat eredményeként sikerült a hegységekből kiszorítaniuk vagy beolvasztaniuk a „barbár” törzseket.

## A Zhou-kor

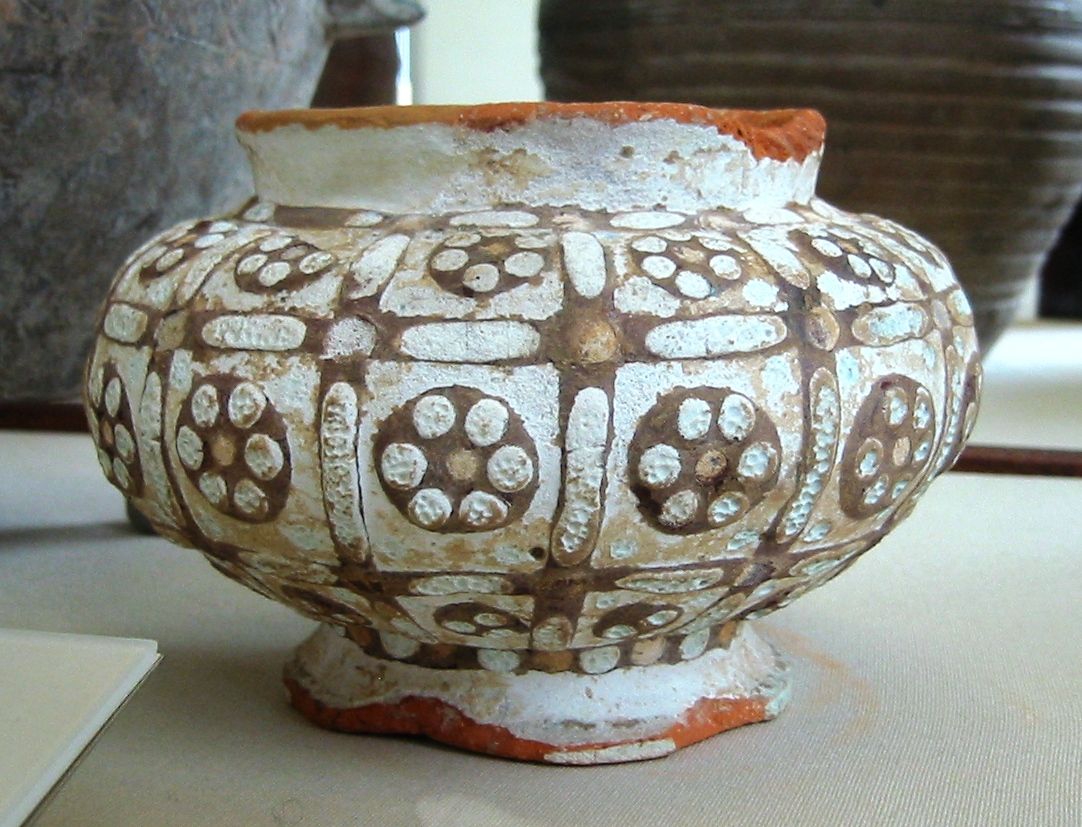
Nyugati Zhou-korabeli váza üveg berakásokkal a Kr. e. IV–III. századból. (British Museum)

A Shang-dinasztia utolsó királyát, a Xia-házi Jiéhez hasonlóan züllött és kegyetlen Zhout a Zhou törzs uralkodói, Zhou Wenwang (Wen király – Ven) és fia, Zhou Wuwang (Wu király – Vu) döntötték meg valamikor az i. e. 11. században. Ezzel kezdődött a Zhou-kor (Csou), amely a Kr. e. 3. századig, a kínai császárság megalapításáig tartott. E korszak rendkívül fontos szerepet játszott a kínai történelemben: ekkor alakultak ki azok az eszmék, hagyományok, gondolkodási és társadalmi modellek, intézmények és ideológiák, amelyek az egész későbbi kínai történelmet meghatározták. Ekkor jöttek létre a nagy kínai filozófiai iskolák, ekkor születtek azok a művek, amelyek egészen a legújabb korig mintául és hivatkozási alapul szolgáltak, ekkor alakult ki az írott klasszikus nyelv, amely egészen az 1910-es, 1920-as évek nyelvújító mozgalmáig szinte változatlan formában a birodalom fő kommunikációs eszköze lett. A Zhou-korban öltött formát a sajátos kínai kultúra.

### Korai Zhou-kor (i. e. 11. sz. – i. e. 771)
A Zhou-dinasztia első felében, az úgynevezett Korai Zhou-korban vagy Nyugati Zhou-korban az uralkodóház hatalma Észak-Kína nagy részére kiterjedt. Fővárosa a Wei-folyó völgyében, a mai Xi'an (Hszi-an) közelében állt – közel ahhoz a helyhez, ahol később Qin (Csin) állam hatalmas fővárosa, Xianyang (Hszianjang) épült. A Zhou eredetileg valószínűleg a Shangnál alacsonyabb kulturális szinten álló, de nagyobb katonai erővel rendelkező törzs volt, ezt jelzi, hogy a Shangok meghódítása utáni időszakból a régészeti leletek nem utalnak éles kulturális törésre. A hódítók tehát átvették a meghódítottak kultúráját.
A Zhou-ház birodalma sem tekinthető egységes államnak. Wu király ugyan meghódította a Shangok befolyása alatt álló területeket, a hatalmas birodalmat azonban képtelen lett volna egyedül kormányozni – az egységes kínai állam létrejöttéhez még mintegy nyolcszáz évnek kellett eltelnie. Az első Zhou királyok a meghódított területeket rokonaiknak, hűséges híveiknek vagy a behódolt területi vezetőknek adták adománybirtokul. E helyi vezetők elismerték a Zhou királyok politikai és szakrális hatalmát, de saját területükön többé-kevésbé önállóan uralkodtak.
A Zhou uralkodók szakrális elsőbbsége igen sokáig fennmaradt. A wang (vang), „király” cím mellett viselték a Tianzi, „Ég fia” méltóságot is, jelezve, hogy eredetük isteni, s hogy ők szolgálnak közvetítőül az Ég és az emberi világ között. Jellemző, hogy amikor a Kr. e. 4. században Shang Yang (Sang Jang) reformjai sikerrel jártak Qinben, és a Zhou király elismerése jeléül áldozati húst ajándékozott Qin fejedelmének, az esetet a Qin-beli krónikás – aki a történteket számunkra közvetítő Sima Qian (Sze-ma Csien) forrásául szolgálhatott – érdemesnek tartotta feljegyezni annak ellenére, hogy valóságos hatalommal Zhou ekkor már nem rendelkezett.
Wen és Wu királyok uralkodását a későbbi konfuciánus hagyományban aranykornak tekintették, nevükhöz számos történet és legenda fűződött. Valójában azonban az i. e. 8–7. századig igen kevés hiteles adattal rendelkezünk a kínai történelemről. A Wen, Wu és a többi korai Zhou-királynak tulajdonított intézmények, intézkedések, beszédek zöme minden bizonnyal későbbi, idealizáló hamisítvány.
Az biztos, hogy a helyi fejedelmek az idő múlásával egyre inkább elvesztették személyes kötődésüket a Zhou-házhoz. Míg egy helyi vezető, aki hatalmát a Zhou királytól kapta, valószínűleg élete végéig hűséges maradt a Zhou-házhoz, az ő fia, unokája vagy még későbbi leszármazottja, aki már öröklés útján, s nem adománnyal jutott a trónra, nem érezte kötelességének mindenben engedelmeskedni a távoli Zhou uralkodónak.
Mindenesetre a korai Zhou-korra még a viszonylagos stabilitás, a Zhou-ház uralmának elismerése, az arisztokratikus társadalom szilárdsága volt a jellemző. Ebből a korból egyre több feliratos bronzedénnyel rendelkezünk – ezek időnként teljes „szerződéseket” tartalmaznak –, és talán ekkorra nyúlnak vissza az első kínai könyvek, a Yijing (Ji-csing, Változások könyve), a Shujing (Su-csing, Írások könyve) és a Shijing (Si-csing, Dalok könyve) legkorábbi részei is.
A hagyomány szerint a földművelés az úgynevezett „kútföldrendszer” alapján folyt. Ennek az a lényege, hogy egy négyzet alakú földet két-két párhuzamos vonallal kilenc egyenlő darabra osztottak; ezekből nyolcat egy-egy parasztcsalád művelt, míg a kilencediken, amelyen az adógabona termett, a nyolc család együtt dolgozott. (A rendszer a nevét a „kút” (井, jing) írásjegynek a felosztott földdarabra emlékeztető formájáról kapta. Lehetséges, hogy a kútföldrendszer a valóságban soha nem létezett, mindenesetre a későbbi évezredekben az ideális, egyenlőségen alapuló paraszti társadalom jelképévé vált. A hagyomány szerint a kútföldrendszert számolta fel Qinben Shang Yang, amikor eltörölte a földdarabokat elválasztó észak-dél és kelet-nyugat irányú határvonalakat.

### Késői Zhou-kor (i. e. 770–256)
A Zhou-ház hatalma a dinasztiaalapítást követő néhány évszázadban fokozatosan meggyengült, olyannyira, hogy amikor Kr. e. 771-ben egy barbár törzs megtámadta a fővárost, a fejedelmek nem siettek a megszorult király segítségére, így a város elesett. Ezután a Zhou-ház székhelyét áttette a biztonságosabb keleti területekre, a mai Luoyang környékére. Az i. e. 770-től i. e. 256-ig tartó Késői Zhou-kort ezért Keleti Zhou-kornak is nevezik.
A Keleti Zhou-korra a királyi ház egyre gyorsabb hanyatlása, a helyi fejedelmek megerősödése volt jellemző. A főváros átköltözése után az „Ég fia” valójában csak szakrális jellegű hatalommal rendelkezett. A Zhou uralkodók királyi címüket megtarthatták – még évszázadokig egyetlen fejedelem sem merészelte felvenni a wang címet, akármekkora hatalommal rendelkezett is –, bizonyos szertartásokat csak ők végezhettek el, s egyes diplomáciai aktusokhoz is az ő hozzájárulásuk kellett. Az általuk ténylegesen uralt terület azonban fokozatosan egy-két városnyira zsugorodott.

#### A Tavasz és ősz korszak (i. e. 770–476)
I. e. 770-től i. e. 221-ig a gyakorlatban a teljes politikai széttagoltság jellemezte Kínát. Ezt az időszakot két korszakra szokták osztani: a Tavasz és ősz korszakra (Chunqiu – Csuncsiu) és a Hadakozó fejedelemségek (Zhanguo – Csankuo) időszakára. (Mindkettő egy-egy történeti műről kapta a nevét.)
A Tavasz és ősz korszakban Kína területén száznál is több, a Zhou királyok adománybirtokaiból létrejött, kisebb-nagyobb, egymástól többé-kevésbé független állam létezett egymás mellett. Ezek az országocskák háborúztak, szövetséget kötöttek, kereskedtek, versengtek egymással. Hasonló kultúrájuk mellett az kötötte őket össze, hogy a Zhou királyok szakrális felsőbbségét általában elismerték – de azt nem engedték nekik, hogy ügyeikbe érdemben beleszóljanak.
Némi stabilitást, a háborúskodásban valamennyi korlátozást az úgynevezett „hegemónok” (ba – pa) rendszere biztosított. Ez azt jelentette, hogy a korszak egyes kiemelkedő, saját országukat jelentősen megerősítő fejedelmeit a többiek elismerték „hegemónnak”, aki a Zhou királyok nevében bizonyos intézkedéseket hozhatott a többi ország ügyeiben is. Ez a rendszer azonban csak az i. e. 8. századtól az i. e. 6. századig működött, ekkor is csupán korlátozott eredménnyel.
A Tavasz és ősz korszak a folyamatos háborúk, de ezzel együtt a különböző államok közötti egyre élénkebb érintkezés, valamint a hatalmas gazdasági és kulturális fejlődés időszaka is volt. A régi, Korai Zhou-kori társadalmi rendszer és intézmények kezdtek felbomlani, átalakulni. Tehetséges, de kevésbé előkelő származású emberek hatalomra kerülhettek, régi arisztokrata családok szülöttei elszegényedtek és kiestek a kegyekből. Ugyanakkor a gazdaság fejlődése következtében a népesség növekedett, a kínai világ határai kitágultak, az egymástól korábban viszonylag elzárt államok közötti kapcsolatok szorosabbá váltak.
A Tavasz és ősz korszakban került sor a törvények első írásba foglalására. A társadalom felbolydulásával, a korábbi normák megrendülésével ugyanis szükségesnek tűnhetett a szabályok rögzítése, a viszonyok konzerválása. Emellett az egyre nagyobb területű és sűrűbb népességű államokban elkerülhetetlenné vált, hogy a korábbi, személyes kapcsolatokon alapuló normarendszert felváltsa a személytelen és elfogulatlan törvények rendje. Ezt a folyamatot, az ezzel foglalkozó forrásokat a következő fejezetben tárgyaljuk.
Az új viszonyok közepette megindult az útkeresés, megjelentek az első „filozófiai” iskolák, amelyek elsősorban evilági, politikai kérdésekre keresték a választ. A fő kérdés az volt: hogyan lehet a nyilvánvalóan a feje tetejére állt világban rendet teremteni, miként lehet a köznépnek és a vezető rétegeknek nyugalmat és ezzel jólétet biztosítani. A legfontosabb ilyen iskolának a konfucianizmus, a motizmus, a taoizmus és a legizmus számított.

#### A Hadakozó fejedelemségek korszaka (i. e. 403–221)
A Tavasz és ősz korszakban öt fejedelemség emelkedett ki a többi közül. Ezek közül az egyik, a központi fekvésű Jin (Csin) i. e. 453-ban három részre szakadt, mindháromban a Jinben korábban uralkodó dinasztia egy-egy főembere alakított saját uralkodóházat. Ezzel a jelentősebb fejedelemségek száma hétre emelkedett. A szakadást Kr. e. 403-ban az ekkor már valós hatalommal nem rendelkező Zhou király is elismerte, innentől szokás számítani az új korszak, a Hadakozó fejedelemségek időszakának kezdetét.
Ebben a korszakban, miután a Zhou-ház teljes eljelentéktelenedése nyilvánvalóvá vált, az államok közötti küzdelem még élesebb lett és új dimenziókat öltött. Már nem csak az országhatárok kiterjesztéséért, a minél nagyobb befolyásért harcoltak a fejedelemségek, hanem nyíltan vállalták az új célt, a többi állam megsemmisítését, a kínai világ egyesítését. A fejedelmek sorban felvették az eddig csak a Zhou-ház által használt wang (vang), „király” címet, ezzel is jelezve, hogy immár az egész birodalomra igényt tartanak.
A harc általánossá válását elősegítette a vas, a „demokratikus” fém elterjedése. Kína ugyanis a Keleti Zhou-korban lépett be a vaskorba. Vasból, a drágább bronzzal szemben, mezőgazdasági szerszámok is készültek, ami elősegítette a termelés hatékonyságának növekedését. Az új fém jelentősége a harcászatban még nagyobb volt: lehetővé tette, hogy a korábbi, arisztokratikus, költséges harci szekerekre épülő hadakozást felváltsa az olcsó vasfegyverekkel ellátott tömeghadseregek háborúja.
Az évszázados harcok folyamán az i. e. 3. századra végül három állam emelkedett ki: a déli Chu (Csu), az északkeleti Qi (Csi) és az északnyugati Qin (Csin). A végső harc végül e három fejedelemség között zajlott, s mint ismeretes, Qin győzelmével zárult.
A hegemóniáért folytatott küzdelem két síkon folyt. A külpolitika területén megélénkült a diplomácia, szövetségek köttettek és bontattak fel, háború háborút követett. A lehető legsikeresebb szövetségi rendszer létrehozására, s ezzel a birodalom egyesítésére két elképzelés létezett. Az egyiket, a „horizontális szövetség” elvét Qin próbálta elfogadtatni: ennek alapján keleten Qi államra támaszkodva Chu állammal szemben próbált tengelyt létrehozni. A másik, a „vertikális szövetség” terve Chu államban született: ez Qin kirekesztésével, Qi és Chu körül hozott volna létre erős államcsoportot a kisebb fejedelemségek részvételével. Ebből látszik, hogy valójában két ország állt egymással szemben: Qin és Chu, s mindkettő Qi államot próbálta megnyerni a terveihez.
A másik jelentősebb terület, ahol az egyesítési harc zajlott, az egyes államok bel- és gazdaságpolitikája volt. A hadakozás ugyanis nemcsak a harcmezőkön folyt. Azért, hogy a lehető legerősebb hadsereget tudják kiállítani, a fejedelemségek igyekeztek mindent alárendelni a katonaság fejlesztésének és ellátásának. Ehhez meg kellett találni a kormányzás, az erőforrások összpontosításának leghatékonyabb módjait. Az egyes államok sorra léptették életbe a különböző reformokat, s mint a történelem megmutatta, a legsikeresebb belső intézkedéseket végrehajtó állam lett az, amelyik az évszázados véres harcban végül felülkerekedett. A reformokhoz új eszmékre és képzett kormányzati szakemberekre volt szükség – ezeket biztosították a különböző filozófiai iskolák, elsősorban az i. e. 4. században megjelent legizmus. Ennek következtében a korszakra jellemző változás a hivatásos tisztviselők megjelenése a kormányzatban és a városok fontosságának megnövekedése, mivel a közigazgatási központok idekerültek, továbbá a polgárság kialakulása.

## Korai császárkor

### Qin felemelkedése és bukása

#### Qin sikerének okai
Qin állam az i. e. 10-9. században jött létre a Wei-folyó völgyében, a mai Gansu (Kanszu) és Shaanxi (Senhszi) tartományok területén, s évszázadokig jelentéktelen, félbarbár terület maradt a kínai világ perifériáján. A központi fekvésű fejedelemségek sokáig nem ismerték el magukkal egyenrangú, „kínai” államnak, uralkodóját még i. e. 361-ben sem hívták meg a fejedelmek találkozójára.
Az a tény, hogy Qin a kínai területek perifériáján helyezkedett el, hosszú távon nagyban hozzájárult sikeréhez.
Egyrészt nem kötötték azok a hagyományok, amelyek a központi területeken sokszor a fejlődés gátjává váltak. A „konfuciánus” – valójában már jóval Konfuciusz előtt ismert – erények, a „kötelességtudat” (yi, ji) és a „szertartásosság” (li) béklyói, az örökletes kiváltságok rendszere, ha nem is voltak teljesen ismeretlenek Qinben, de nem váltak meghatározóvá. Így, mivel a fenti erényekre épülő örökletes arisztokrácia gyenge volt, nagyobb tér jutott az állam hatékony működéséhez elengedhetetlen központosításnak. Mivel a yi, a li és a többi hagyományos „erény” nem hatotta át a társadalmat, lehetővé vált, hogy e – szokásjog jellegű – normarendszerek helyett egységes, írott, az élet minden területére kiterjedő törvények szabjanak keretet a lakosok életének. Mindez persze kiváltotta a központi, „civilizált” fejedelemségek írástudóinak rosszallását, de Qin megerősödéséhez nagyban hozzájárult.
Az ország földrajzi elhelyezkedése katonai szempontból igen előnyös volt. Qint minden oldalról hegyek és folyók vették körül, s amikor a hegységeken átkelőként szolgáló szorosokat (guan, kuan) sikerült elfoglalnia, szinte sebezhetetlen lett: ő maga a szorosokból bármikor támadást zúdíthatott a hegységek lábánál elterülő sík vidékekre, védekező harcok esetén viszont a szorosok elzárásával területét könnyedén megóvhatta a pusztítástól.
A periférikus helyzet következménye volt az is, hogy Qin egyfolytában, évszázadokon át ki volt téve a barbárok (a forrásokban általában: zsung barbárok) támadásainak. Míg a központi területeken a hegyekben élő törzsek ekkorra már nagymértékben beolvadtak a hanok közé, a hegyes-völgyes Qinben és környékén még számos vad népcsoport élt, amelyek folyamatosan fenyegették a letelepült földművelő népességet. Qinbeli Xiang már i. e. 771–770-ben hadjáratot folytatott a zsungok ellen, amikor azok megtámadták a Zhou királyt – ez utóbbi ekkor ismerte el Qint vazallus területnek, innentől datálható Qin állam hivatalos történelme. I. e. 623-ban az egyik legnagyobb Qin-beli fejedelem, Mu (uralkodott: i. e. 659–621) hatalmas győzelmet aratott a zsungok felett. A legjelentősebb zsung-ellenes sikert Kr. e. 327–ben érte el az ország, ekkor – az időközben úgy tűnik, letelepült – „barbároknak” huszonöt fallal körülvett városát foglalták el. Nemsokára, Zhaoxiang (Csao-hsziang) király alatt (Kr. e. 306–251) Qin hosszú falat épített a hu-nak nevezett barbárok ellen – ez volt talán az első lépés a későbbi Nagy Fal megteremtéséhez.
A barbár támadások okozta látszólagos hátrány Qin előnyére vált: az évszázados harcokban a Qin-beliek hozzászoktak az állandó háborúskodáshoz, és a kínai világ legtapasztaltabb, legkeményebb – és legkegyetlenebb – katonáivá váltak. A nomádok elleni, életre-halálra menő háborúkban nem lehetett alkalmazni a kínai államok közötti hadijogi normákat, a cél itt nem új adófizetők szerzése, hanem az ellenség megsemmisítése volt. Qin ezáltal valódi katonaállammá vált, amelyben a hivatalnokapparátus és az egész állam fő célja a hadsereg utánpótlásának, felszerelésének és ellátásának biztosítása volt. Így Qinben jelentősebb kulturális értékek nemigen születtek, ugyanakkor a hadsereg idővel képes volt egyedül legyőzni az összes többi kínai államot. A barbárok közelségének tudható be egy haditechnikai újítás, a mozgékony lovasság alkalmazása is, amely vasfegyverekkel ellátva jóval hatékonyabb volt, mint a nehézkesebb harci szekerek.
Qin végső győzelméhez a nagy fejedelmeken kívül egy olyan kivételes egyéniség is hozzájárult, mint Sang Jang (Shang Yang) a törvényhozó, aki reformjaival felkészítette Qint a végső összecsapásra.

#### Qin győzelme

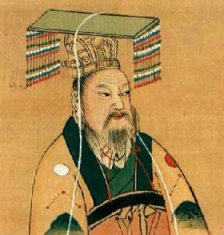
Qin Shi Huangdi

Qin i. e. 326-ban – történetében először – az ország bemutatta a hagyományos la áldozatot, ezzel jelezve, hogy magát a kínai világ részének tartja. 318-ban nagy győzelmet aratott Han, Zhao, Wei, Yan és Qi felett, állítólag 82 ezer ellenséges katonát lemészárolva. 312-ben Chu seregeit verte szét, a Chu-beli áldozatok számát a győztestől származó források 80 ezerre tették. I. e. 293-ban Hant és Weit győzte le, 240 ezres veszteséget okozva, 274-ben Wei felett diadalmaskodott, 150 ezer ellenséges katonát megölve. I. e. 260-ban Zhao 400 ezer katonáját, akik megadták magukat, a Qin seregek – ígéretüket megszegve – lemészárolták. Ezek után már nem is keltett jelentősebb feltűnést, hogy i. e. 256-ban Qin kiirtotta a hatalmát már rég elvesztett maradék Zhou-házat, s ezzel névlegesen is véget vetett a Zhou-dinasztia nyolcszáz éves uralmának.
A birodalomegyesítés feladatát végül az i. e. 246-ban trónra lépett Ying Zheng (Jing Cseng), a későbbi Csin Si Huang-ti (Qin Shi Huangdi) hajtotta végre. Ying Zheng, a kínai történelem egyik legnagyobb egyénisége, tizenhárom évesen, kalandos úton lett Qin királya. I. e. 238-ban vált nagykorúvá, ekkor vette saját kezébe a kormányzást. Első dolga az volt, hogy udvarában leszámolt az egymással vetélkedő egyénekkel – így ért i. e. 235-ben szomorú véget az őt hatalomra juttató Lü Buwei (Lü Pu-vej), a kereskedőből lett főember, akit a későbbi, igen elfogult konfuciánus hagyomány Ying Zheng természetes apjának tartott. Nem várt jobb sors a legnagyobb legista filozófusra, Han Feizire (Han Fei) sem, aki i. e. 233-ban Qinbe látogatott. Őt nem sokkal az után, hogy a király személyesen fogadta, kivégezték – talán volt tanulótársa, Li Si (Li Sze) intrikái nyomán.
Hatalma megszilárdítása után Ying Zheng kifelé fordult. Kr. e. 230-ban tehetséges hadvezérei lerohanták Hant, majd sorra a többi fejedelemséget. I. e. 221-ben az utolsó ellenfél megadta magát. Ezzel Kína – történelme során először – egy uralkodó alatt egyesült.

#### Qin birodalma
A fejedelemségek egyesítése után Ying Zheng azonnal nekilátott, hogy az addig széttagolt területekből egységes, központosított birodalmat hozzon létre. Bár rövid uralkodása alatt kevés új intézményt alkotott, s a gyakorlatban a Qinben már évtizedek, évszázadok óta működő rendszert terjesztette ki az egész birodalomra, ezzel olyan forradalmi változásokat hozott a kínai világban, amilyenekre a 20. századig nem volt példa.
Az egész általa ismert civilizált világot uraló Ying Zheng kevésnek tartotta a Zhou uralkodók hagyományos címét, a „királyt” (wang), ezért új méltóságot alkotott: magát Huangdinak, „fölséges uralkodónak” nevezte, ezt szokás „császárnak” fordítani. A cím elé odaillesztette a shi, „első” írásjegyet, s így lett a teljes neve Qin Shi Huangdi, vagyis „Qin Első Császára” (rövidebben Qin Shi Huang).
Tanulva Zhou sorsából, Li Si javaslatára a meghódított területeket nem osztotta szét tábornokai, rokonai, miniszterei között, hanem a Qinben már eddig is működő közigazgatási rendszert kiterjesztve Kínát harminchat tartományra (jun, csün) osztotta, ezek élére kormányzókat (junshou, csünsou) és katonai parancsnokokat (junwei, csünvei) nevezett ki a polgári, illetve katonai ügyek intézésére. A kormányzókat és parancsnokokat a központi kormányzat nevezte ki, ennek tartoztak felelősséggel, és bármikor leválthatták őket. A tartományok több járásból (xian, hszian) álltak, ezeket a járásfőnökök igazgatták – ők tízezer portánál nagyobb járás esetén a ling, a kisebb járásokban pedig a zhang (csang) címet viselték. (Később a tartományok száma 48-ra emelkedett.)
Annak érdekében, hogy a régi arisztokráciát szemmel tartsa, illetve anyagi és társadalmi bázisától megfossza, a legyőzött fejedelemségek előkelőit fővárosába, Xianyangba telepítette. Az elfoglalt államok fegyvereit beolvasztotta és hatalmas szobrokat öntött belőlük.
A fejedelemségeket korábban elválasztó falakat Qin Shi Huangdi lebontatta, a birodalom északi határán a barbárok elleni védekezésül épült falszakaszokat viszont összeköttette: ez lett a ma is látható kínai nagy fal elődje.
A hagyomány szerint Qin Shi Huangdi, az Első Császár egységesítette a pénzt, a mértékegységeket, a kocsitengelyeket és az írásjegyeket. (A kocsitengelyek egységesítése azt szolgálta, hogy a földutakon a kerekek által vájt nyompárban közlekedő szekerek akadálytalanul szállíthassák a híreket, a seregeket és az adógabonát.) A birodalom hivatalos írásává a Qinben addig is használatos úgynevezett „kispecsétírást” (xiaozhuan, hsziaocsuan) tették meg. Ugyanakkor megjegyzendő, hogy ez – igen bonyolult volta miatt – valószínűleg csak a hivatalos feliratok, ünnepélyesebb dokumentumok lejegyzésére szolgálhatott, a kevésbé fontos iratokat egyszerűbb, „kancellár” írással (lishu, lisu) írták.
Qin Shi Huangdi igyekezett teljesen megbolygatni és átalakítani az addigi társadalmi rendet, felszámolni az örökletes arisztokrácia, a helyi kiskirályok uralmát. Az ellenállás letörése érdekében elrendelte, hogy bizonyos gyakorlati hasznú – jóslással, orvoslással vagy földműveléssel foglalkozó – írások kivételével minden könyvet égessenek el, kivéve a császári könyvtár állományában lévő műveket. A veszélyesnek tartott konfuciánus írástudókat élve elásatta.
Mindemellett nagyszabású építkezésekbe fogott. A már említett Nagy Fal mellett hatalmas császári palotát építtetett, illetve hegynyi méretű síremléket állíttatott magának. A leghíresebb utána maradt emlék a sírjától nem messze talált cseréphadsereg: a Qinben valaha uralkodott katonás rendet a szabályos sorokban menetelő, egyforma páncélzatú és fegyverzetű több ezer agyagkatonánál jobban semmi sem illusztrálhatná.
Az Első Császár legendásan babonás volt. Mélyen hitt az örök élet füvének létezésében, ezért tengeri expedíciókat küldött a halhatatlanok szigetének megkeresésére, a csodaszer megszerzésére. Emellett – talán a korábban ellene végrehajtott sikertelen merényletkísérletek hatására – fokozódó üldözési mánia vett rajta erőt. Palotájába zárkózva csak bizalmasaival érintkezett, minden nap más teremben aludt, s kizárólag a hozzá legközelebb állók tudták, hogy éppen hol tartózkodik. Sírjába állítólag egész földalatti várost építtetett, amelyben a tó- és folyómedreket víz helyett higannyal töltötték fel.

#### Qin bukása
Mint láttuk, Qin jól szervezett katonaállam volt, és Qin Shi Huangdi az itteni rendszert terjesztette ki a meghódított területekre. Ami azonban Qinben működött, a többi volt fejedelemségben – részben az eltérő hagyományok, részben a Qin által alkalmazott kegyetlen eszközök miatt – kemény ellenállást váltott ki. Az Első Császár gyakorlatilag minden társadalmi réteg érdekeit megsértette: a parasztságot a súlyos adók, közmunkák és katonáskodási kötelezettség, az arisztokráciát a hatalmát megnyirbáló intézkedések, a tudósokat az őket sújtó rendeletek állították szembe Qin uralmával.
I. e. 210-ben Qin Shi Huangdi egy körutazáson váratlanul megbetegedett és meghalt. Azonnal kibontakozott az utódlási harc, s többek között Li Si intrikáinak köszönhetően nem a tehetségesnek tartott trónörökös, hanem egy másik, apjánál is kegyetlenebb és önteltebb fiú került hatalomra. A birodalom ekkor már az összeomlás szélén állt. Az i. e. 209-ben kitört parasztfelkelést a Qin seregek még leverték, de a következő években már az egész birodalom lángba borult. I. e. 206-ban egy lázadó csoport betört a fővárosba és kiirtotta a testvérgyilkosságok által már amúgy is megtizedelt császári családot. A következő évek harcaiból végül a Liu Bang (Liu Pang) nevű lázadó vezér került ki győztesen. I. e. 202-ben ő alakította meg a Han-dinasztiát, amely több mint négyszáz évig állt fenn és a kínai történelem egyik aranykorát hozta.
A Qin-dinasztia természetesen nem tűnt el nyomtalanul. Bár az első években a Han-dinasztia kénytelen volt részben visszatérni a birtokadományozási politikához, később e területeket visszavették, így az egész császárkori Kína közigazgatása a Qin-kori tartományi keretekre épült. Mint fentebb említettük, ugyanez mondható el a jogrendszerről is. Az alacsony származású első Han uralkodó nem rendelkezett megfelelő tapasztalattal, hivatalnokállománnyal, elméleti háttérrel, így kényszerűségből is Qin intézményeire, hivatalnokaira, törvényeire és államszervezési gyakorlatára épített – miközben propagandájában természetesen megtagadott mindent, ami elődjével kapcsolatos volt.

### Han-kor(i. e. 206 – i. sz. 220)

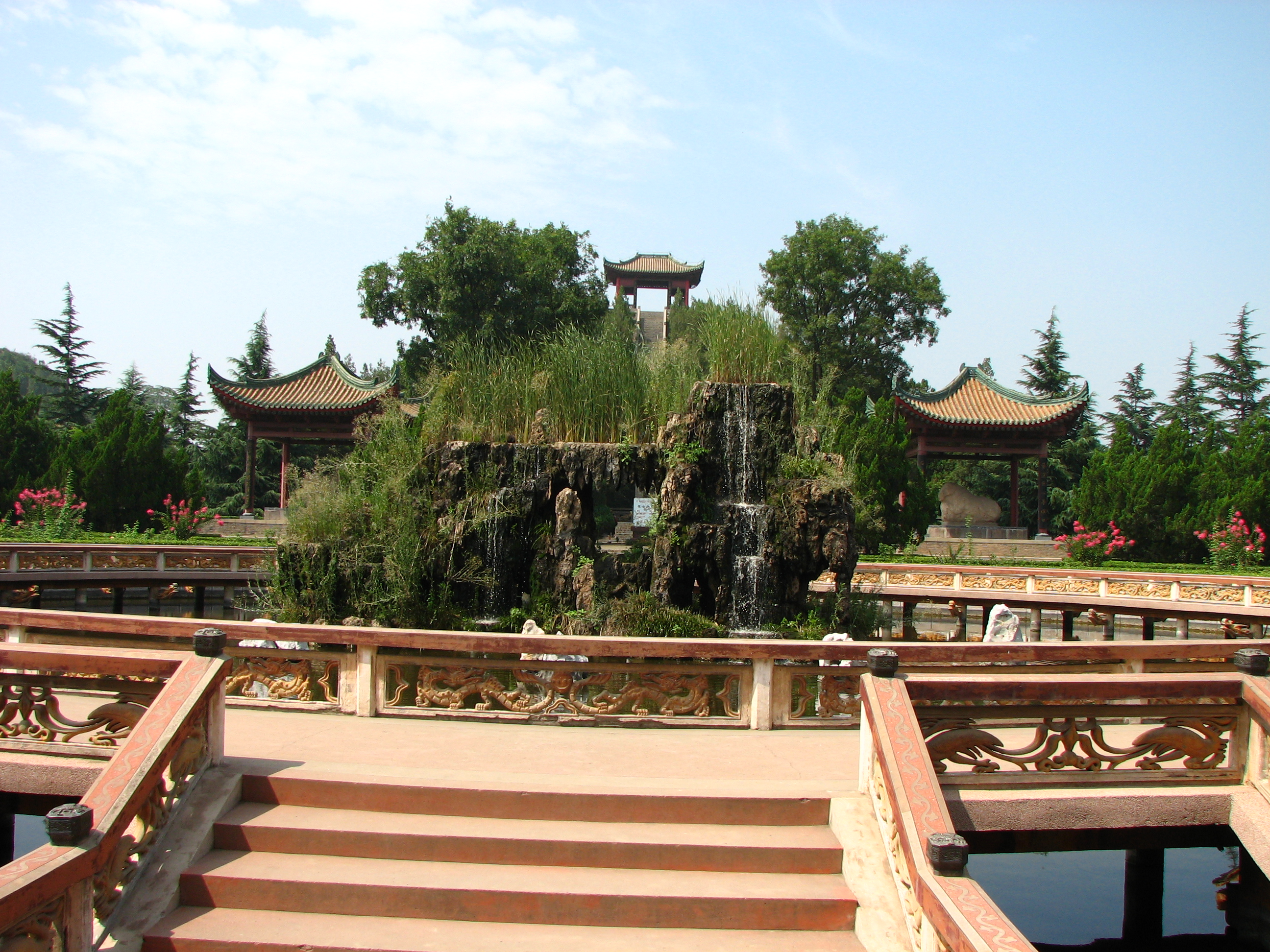
A Han-dinasztia síremléke

A Han-kor Kína történetének egyik legfényesebb korszaka volt: megszilárdult az egységes, bürokratikusan kormányzott Kína eszméje, a kínai művészetek virágzásnak indultak, a konfucianizmus hivatalos állameszmévé vált, rögzült a hivatalnokvizsgák rendszere. A kínaiak a mai napig „han”-oknak nevezik magukat, nyelvüket pedig „a hanok nyelvének” (han-jü).
Az i. e. 206/202-től i. sz. 9-ig tartó időszakot Korai Han-kornak, az i. sz. 25-től 220-ig tartó periódust pedig Késői Han-kornak nevezik. Az előbbit Nyugati Han-kor, az utóbbit Keleti Han-kor néven is emlegetik – a fővárosok, Csang-an (Chang'an 長安), illetve Lojang (Luoyang 洛陽) elhelyezkedése alapján.

#### Korai Han-kor
A Csin-dinasztia rövid ideig tartó uralmát egy felkeléssorozat söpörte el. A dinasztia bukását követő zűrzavarból két lázadó vezér, Hsziang Jü (Xiang Yu 項羽) és Liu Pang (Liu Bang 劉邦) emelkedett ki, akik közül i. e. 202-ben az utóbbi emelkedett ki, megalapítva a Han-dinasztiát 漢朝.
Liu Pang kénytelen volt támogatóit, rokonait nagy földbirtokadományokkal jutalmazni, és a Csin-dinasztia bukásából okulva igyekezett minden tekintetben kompromisszumos politikát folytatni. A központi hatalom megerősödésére, a birodalom felvirágzására csak Liu Pang dédunokája, Han Vu-ti (Han Wudi 漢武帝) császár alatt került sor (uralkodott i. e. 141/140–87). Vu-ti megfogadta egyik tanácsadója, Tung Csung-su (Dong Zhongshu 董仲舒) javaslatát, és az ország államideológiájává a konfucianizmust tette, amely ekkor már legista elemekkel keveredett. Vu-ti végleg felszámolta a helyi kiskirályok uralmát, a birodalmat tizenhárom tartományra osztotta, amelyet kinevezett hivatalnokok igazgattak. Bevezette a versenyvizsgákat. A birodalom határait évtizedek óta veszélyeztető hsziungnukra (xiongnu 匈奴), vagyis ázsiai hunokra sorozatos vereségeket mért, birodalma határait kiterjesztette, és biztosította a Közép-Ázsiába vezető kereskedelmi útvonalakat.
Vu-ti uralkodásának vége felé, s különösen utódjai alatt a parasztok terhei növekedtek, fokozódott a földkoncentráció, ami az uralkodóház meggyengüléséhez vezetett. A tehetetlen császárok kezéből a tényleges hatalom a császárnéi családok kezébe csúszott át. Vang Mang (Wang Mang 王莽), az egyik császárné unokaöccse i. sz. 9-ben palotaforradalmat hajtott végre, és Hszin (Xin 新, azaz „új”) néven saját dinasztiát alapított. A feszültségek enyhítése érdekében visszaállította a kútföldrendszert, az uralkodó tulajdonának nyilvánított minden földet, megtiltotta a rabszolgák adásvételét, a sólepárlást, a vasöntést és a szeszfőzést állami monopóliummá nyilvánította. A reformokat azonban képtelen volt következetesen végrehajtani, s az állandó bizonytalanság és a természeti csapások hatalmas felkelésekhez vezettek (17: Lülin 綠林 [Zölderdő] felkelés; 18: vörösszemöldökűek). Vang Mang uralmát a felkelők megdöntötték, s a trónra a Han-ház egyik tagja, Liu Hsziu (Liu Xiu 劉秀) került (25), visszaállítva a Han-dinasztia uralmát.

#### Késői Han-kor
Liu Hsziu visszatért a Nyugati Han-kor elején alkalmazott parasztpártoló politikához, s sikerült dinasztiája hatalmát konszolidálnia. A megerősödött birodalom újra legyőzte a hsziungnukat (73, 91), és megszilárdította Kína közép-ázsiai uralmát.
A 2. században azonban újra megindult a földkoncentráció, a parasztok elszegényedtek, miközben a trónon tehetetlen bábcsászárok követték egymást. 184-ben kitört az egy vallásos taoista szekta által vezetett sárgaturbánosok felkelése, amely ugyan elbukott, de a dinasztia uralma végleg meggyengült, s a hatalom a helyi parancsnokok kezébe került. Ezek egyike 220-ban hivatalosan is véget vetett a Han-dinasztia uralmának. Ezzel a széttagoltság több évszázados korszaka vette kezdetét Kínában. A Han-kort közvetlenül a Három királyság korszaka (220–280) követte.